# William Cabell Rives
William Cabell Rives (Amherst megye, 1793. május 4. – Charlottesville, 1868. április 25.) az Amerikai Egyesült Államok Virginia államának szenátora.